# شاهین سیاه (رهبر)

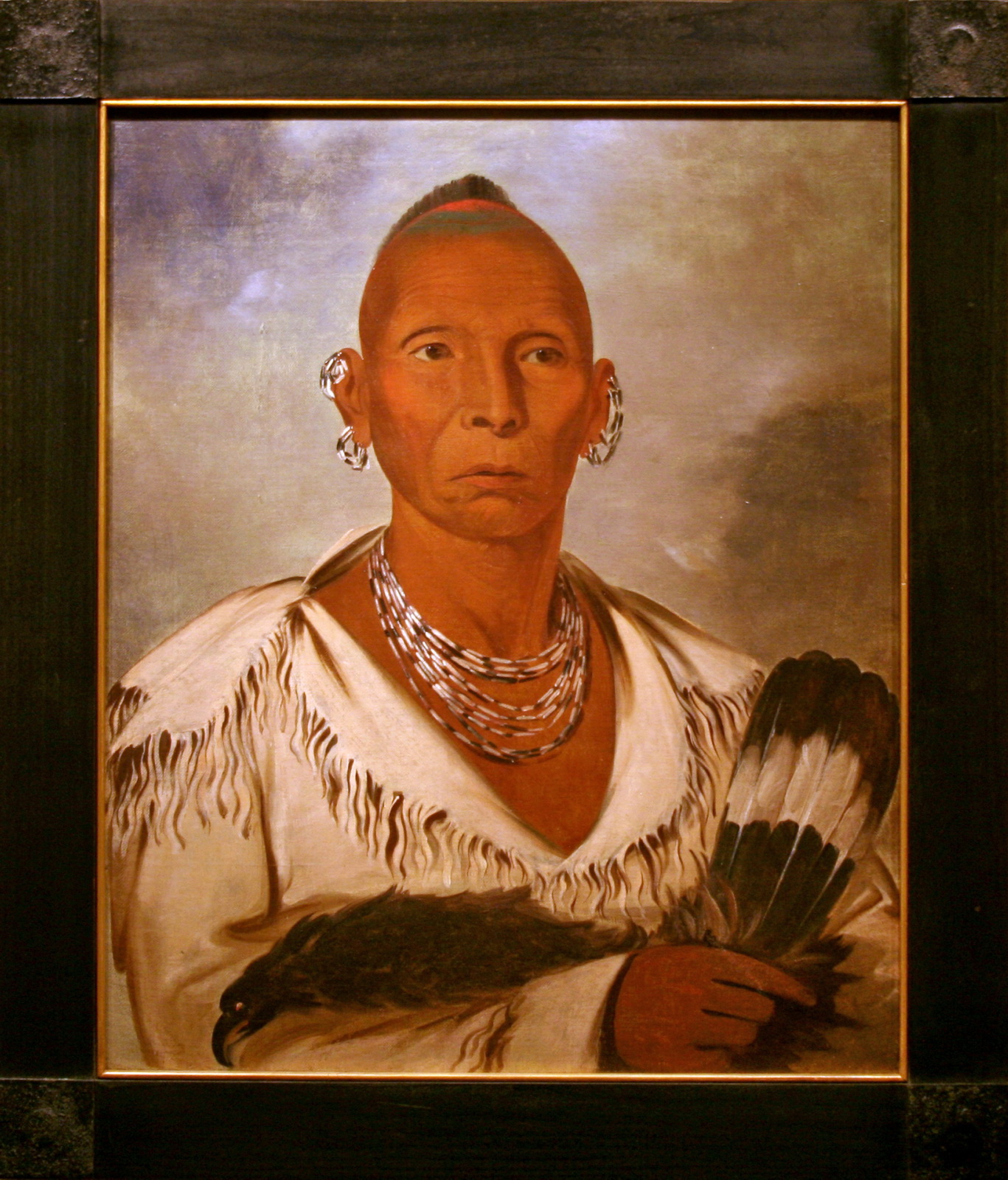
پرتره شاهین سیاه از جورج کاتلین. رنگ روغن روی پرده.

شاهین سیاه (۱۷۶۷ - ۱۸۳۸) رهبر جنگجویان سرخپوست شمال آمریکا و منتقد سرسخت سیاست‌های جابجایی سرخپوستان توسط دولت وقت آمریکا بود. او در سال ۱۸۱۲ با پشتیبانی بریتانیا در جنگ ۱۸۱۲ بین آمریکا و بریتانیا، علیه آمریکا جنگید. شاهین سیاه در سال ۱۸۳۱ به غرب میسی‌سیپی (اکنون ایالت آیووا) نقل مکان کرد و به پیروانش ملحق شد تا برای بازپس‌گیری منزلگاه‌هایشان در ایلی نویز اقدام کند. پس از گذر از رود می‌سی‌سی‌پی با مقامات رسمی میشیگان درگیر شد و پس از امضای پیمان‌نامه سنت لوئیس (معاهدهٔ ذرت) توسط ماهی پرنده که باعث شد تمام زمین‌های قبایل ساوک و فاکس در منطقه شمال شرقی میزوری، شمال رودخانهٔ ایلی نویز و بخش بزرگی از جنوب ایالت ویسکانسین به آمریکا واگذار شود، دوباره به آیووا بازگشت. این اتفاق باعث شد تا قبیلهٔ ساوک و شخص شاهین سیاه که از این معاهده به شدت خشمگین بودند به سمت بریتانیا تمایل پیدا کنند.
در آغاز سال ۱۸۳۲ او مردم ساوک و فاکس را به بازپس‌گیری سرزمین‌های قبلی و منزلگاه بومی خود ترغیب کرد. در آوریل همان سال، رهبری بیش از ۴۰۰ جنگجوی بومی و خانواده‌هایشان را به سمت رودخانه راک بر عهده گرفت. با آغاز درگیری بومیان و نیروهای دولت ایلی نویز به علت کشته‌شدن فرستادهٔ قبیلهٔ ساوک، جنگ شاهین سیاه آغاز شد.
شاهین سیاه سرانجام پس از زندانی شدن موقت در سنت‌لوئیس، به زندگی در زمین‌های سرخپوستی آیووا ادامه داد و در سال ۱۸۳۸ مرد.